# Championnat de France de basket-ball 1962-1963
Navigation
Saison précédente Saison suivante
La saison 1962-1963 du championnat de France de basket-ball de Nationale est la 41e édition du championnat de France masculin de basket-ball.Le championnat de Nationale de basket-ball est le plus haut niveau du championnat de France.

## Présentation
Vingt clubs participent à la compétition, répartis en deux poules de dix. La victoire rapporte 3 points, le nul 2 points et la défaite 1 point.
Le tenant du titre, Bagnolet, va tenter de gagner un 3e titre consécutif.
Antibes, Le Mans, Montferrand et le CES Tours sont les quatre équipes promues pour cette saison.
Bordeaux, 7e, Racing C.F., 8e, Graffenstaden, 9e et CES Tours, 10e pour la poule A, Toulouse, 7e, ASPO Tours, 8e, Montferrand, 9e et Denain, 10e pour la poule B sont les quatre équipes reléguées en Excellence
À la fin de la saison, les deux premiers de chaque poule se retrouvent pour les demi-finales.
Le Paris Université Club remporte son 2e titre de champion de France.
Jean-Paul Beugnot  (Étoile de Charleville) est le meilleur marqueur du championnat de France avec 492 points (moyenne de 27,3).

## Clubs participants
Poule A
- Club Sporting Municipal d’Auboué
- Les Jeunes de Saint-Augustin de Bordeaux
- La Sportive Illkirch Graffenstaden
- Sporting Club Moderne du Mans
- Atlantique Basket Club de Nantes
- Paris Université Club
- Racing Club de France
- Groupe Sportif de la Chorale Mulsan de Roanne
- Cercle d’Education Sportive de Tours
- Association Sportive de Villeurbanne Eveil Lyonnais

Poule B
- Olympique d'Antibes Juan-les-Pins
- Alsace de Bagnolet
- Caen Basket Club
- Etoile de Charleville
- Association Sportive de Denain-Voltaire
- Staude Auto Lyonnais
- Association Sportive Montferrandaise
- Association Sportive Stéphanoise
- Racing Club Municipal de Toulouse
- ASPO Tours

## Classement final de la saison régulière
La victoire rapporte 3 points et la défaite 1 point.
En cas d’égalité, les équipes sont départagées à l’aide de la différence de points particulière.
Les deux premiers de chaque poule sont qualifiés pour les demi-finales.
Poule A
| Rang | Équipe              | Pts | J  | G  | N | P  | Bp   | Bc   | Diff |
| ---- | ------------------- | --- | -- | -- | - | -- | ---- | ---- | ---- |
| 1    | Paris U.C.          | 52  | 18 | 17 | 0 | 1  | 1416 | 1029 | +387 |
| 2    | Nantes              | 47  | 18 | 14 | 1 | 3  | 1180 | 975  | +205 |
| 3    | Roanne              | 43  | 18 | 12 | 1 | 5  | 1125 | 1039 | +86  |
| 4    | ASVEL               | 40  | 18 | 11 | 0 | 7  | 1136 | 993  | +143 |
| 5    | Le Mans             | 38  | 18 | 10 | 0 | 8  | 1112 | 1144 | -32  |
| 6    | Auboué              | 34  | 18 | 8  | 0 | 10 | 1069 | 1101 | -32  |
| 7    | Bordeaux            | 30  | 18 | 6  | 0 | 12 | 1053 | 1172 | -119 |
| 8    | Racing C.F. (+14)   | 26  | 18 | 4  | 0 | 14 | 1162 | 1336 | -174 |
| 9    | Graffenstaden (-14) | 26  | 18 | 4  | 0 | 14 | 937  | 1139 | -202 |
| 10   | CES Tours           | 24  | 18 | 3  | 0 | 15 | 1010 | 1272 | -262 |

Poule B
| Rang | Équipe             | Pts | J  | G  | N | P  | Bp   | Bc   | Diff |
| ---- | ------------------ | --- | -- | -- | - | -- | ---- | ---- | ---- |
| 1    | Bagnolet           | 48  | 18 | 15 | 0 | 3  | 1469 | 1182 | +287 |
| 2    | Charleville (+2)   | 43  | 18 | 11 | 3 | 4  | 1093 | 1032 | +61  |
| 3    | Saint-Étienne (-2) | 43  | 18 | 12 | 1 | 5  | 1199 | 1114 | +85  |
| 4    | Antibes            | 36  | 18 | 9  | 0 | 9  | 1241 | 1249 | -8   |
| 5    | Caen (+14)         | 34  | 18 | 8  | 0 | 10 | 1062 | 1123 | -61  |
| 6    | Lyon (-14)         | 34  | 18 | 8  | 0 | 10 | 1113 | 1137 | -24  |
| 7    | Toulouse           | 33  | 18 | 7  | 1 | 10 | 1128 | 1199 | -71  |
| 8    | ASPO Tours         | 32  | 18 | 6  | 2 | 10 | 1111 | 1200 | -89  |
| 9    | Montferrand        | 31  | 18 | 6  | 1 | 11 | 1073 | 1131 | -58  |
| 10   | Denain             | 26  | 18 | 4  | 0 | 14 | 1090 | 1212 | -122 |

|  | Qualification pour les demi-finales |
|  | Relégation en Excellence            |

## Phase Finale
La première demi-finale, opposant le PUC à Charleville, s'est déroulée et 7 et 28 avril 1963. La seconde demi-finale, entre Nantes et Bagnolet, s'est déroulée les 7 et 27 avril 1963. La finale a eu lieu le 3 mai 1963, dans la salle Coubertin de Paris.
|  | Demi-finales                   | Demi-finales       | Demi-finales |                       |    | Finale | Finale |
|  |                                |                    |              |                       |    |        |        |
|  |                                |                    |              |                       |    |        |        |
|  |                                |                    |              |                       |    |        |        |
|  | Étoile de Charleville-Mézières | 57                 | 54           |                       |    |        |        |
|  | Étoile de Charleville-Mézières | 57                 | 54           |                       |    |        |        |
|  | Paris Université Club          | 64                 | 72           |                       |    |        |        |
|  | Paris Université Club          | 64                 | 72           | Paris Université Club | 65 |        |        |
|  |                                |                    |              |                       | 65 |        |        |
|  |                                | Alsace de Bagnolet | 57           |                       |    |        |        |
|  | ABC Nantes                     | Alsace de Bagnolet | 57           | 55                    | 66 |        |        |
|  | ABC Nantes                     |                    |              | 55                    | 66 |        |        |
|  | Alsace de Bagnolet             | 60                 | 77           |                       |    |        |        |

## Leaders de la saison régulière
| Catégorie        | Joueur            | Équipe      | Statistiques        |
| ---------------- | ----------------- | ----------- | ------------------- |
| Points par match | Jean-Paul Beugnot | Charleville | 492 Pts (Moy. 27,3) |